# Unió de Comunistes Iranians (Sardebaran)
La Unió de Comunistes Iranians (Sardebaran) (en persa: اتحادیه کمونیست‌های ایران) fou una organització maoista iraniana. Es va formar el 1976 després que s'aliessin diversos grups maoistes que realitzaven accions militars a l'Iran. Tot i que ha passat per diverses crisis ideològiques, i ha experimentat importants canvis en les estratègies i tàctiques, sempre ha mantingut una línia de partit maoista i sempre ha cregut que la iraniana no és una societat capitalista sinó "semicolonial-semifeudal".